# ČSD M 475.0001 und 0002
Als M 475.0001 und M 475.0002 bezeichneten die einstigen Tschechoslowakischen Staatsbahnen (ČSD) zwei Prototypen vierachsiger Dieseltriebwagen. Die beiden Fahrzeuge wurden 1974 von Vagonka Tatra in Studénka als Erprobungsträger einer geplanten, aber nicht gebauten Serie von Triebwagen für den Regionalverkehr gebaut.

## Geschichte
Gefertigt wurden die beiden Triebwagen 1973 und 1974 nach Konstruktionsunterlagen des Instituts für Schienenfahrzeuge in Prag (VÚKV). Sie erhielten zunächst die Nummern M 474.0001 und M 474.0002, erst 1975 wurde die Baureihenbezeichnung in M 475.0 abgeändert. Konzeptionell basierten die Fahrzeuge auf der Vorgängerbaureihe M 296.1. Der wesentliche Unterschied zu diesen war die nun unterflur eingebaute Antriebsanlage, was eine deutliche Vergrößerung des Fahrgastraumes ermöglichte.
Die beiden Triebwagen wurden zunächst auf dem Eisenbahnversuchsring in Velim als auch auf den Strecken der ČSD umfangreich getestet. Bei Probefahrten auf den Strecken Strakonice–Volary und Volary–Čičenice im Böhmerwald erreichte der M 475.0001 in einer 30-Promille-Steigung mit 170 t Anhängelast noch 24 km/h Dauergeschwindigkeit.
Eine Serienlieferung der M 475.0 war ursprünglich ab 1978 geplant. Vorgesehen waren 260 Serienfahrzeuge, die bis 1985 an die ČSD ausgeliefert werden sollten. Wegen fehlender Fertigungskapazitäten bei Vagonka Tatra, aber auch bei den Zulieferbetrieben Turčianské strojárne und ČKD kam es allerdings nicht dazu. Letztlich wurde Ende der 1980er Jahre die neue Baureihe 842 mit ähnlichen Parametern als Nachfolger konzipiert.
Die beiden Prototypen wurden später von den ČSD auf der Verbindung Hradec Králové–Turnov im Planbetrieb eingesetzt. 1993 gelangten beide noch zu den Tschechischen Bahnen (ČD).
Museal erhalten blieb der ehemalige M 475.0001 (860.001) als nicht betriebsfähiges Exponat des Technischen Nationalmuseums in Prag. Derzeit ist das Fahrzeug in einem Museumsdepot in Chomutov hinterstellt.

## Technische Merkmale
Der Wagenkasten ist als selbsttragende, geschweißte Stahlkonstruktion aus gepressten und gebogenen Stahlträgern und Profilen ausgeführt.
Auf dem Dach wurden die Kühler, die Lüftung und Teile der elektrischen Ausrüstung angeordnet.
Unterflur befindet sich die Antriebsanlage mit Motor und Traktionsgenerator. Diese ist unter dem Wagenboden an sechs Punkten elastisch aufgehängt. Der 6-Zylinder-Unterflur-Dieselmotor wurde von Turčianské strojárne Martin nach einer Lizenz von Pielstick gefertigt. Das Starten des Motors erfolgt über den Generator. Angetrieben werden alle vier Achsen des Triebwagens über Tatzlagermotoren in den Drehgestellen. Der M 475.0001 erhielt versuchsweise eine Thyristorsteuerung zur Leistungsregelung.
Die Heizung der Fahrgasträume erfolgt – wie bei Triebwagen allgemein üblich – durch Nutzung der Abwärme des Motorkühlkreislaufes. Zwei Temperaturregler in den Fahrgasträumen gewährleisten eine konstante Innenraumtemperatur zwischen 21 und 23 °C.